# Taman (Russie)
Pour les articles homonymes, voir Taman.
Taman (en russe : Тамань) est une stanitsa du raïon de Temriouk, dans le kraï de Krasnodar, en Russie. Sa population était de 9 297 habitants en 2002 et de 10 027 habitants en 2010.
La construction d'un port de marchandises international est projetée pour 2015 à quelques kilomètres au sud de la stanitsa, dans le village de Volna, soulevant les critiques de la population locale. Le pipeline de TogliattiAzot est en cours de construction.

## Géographie
Taman est située dans la péninsule de Taman.

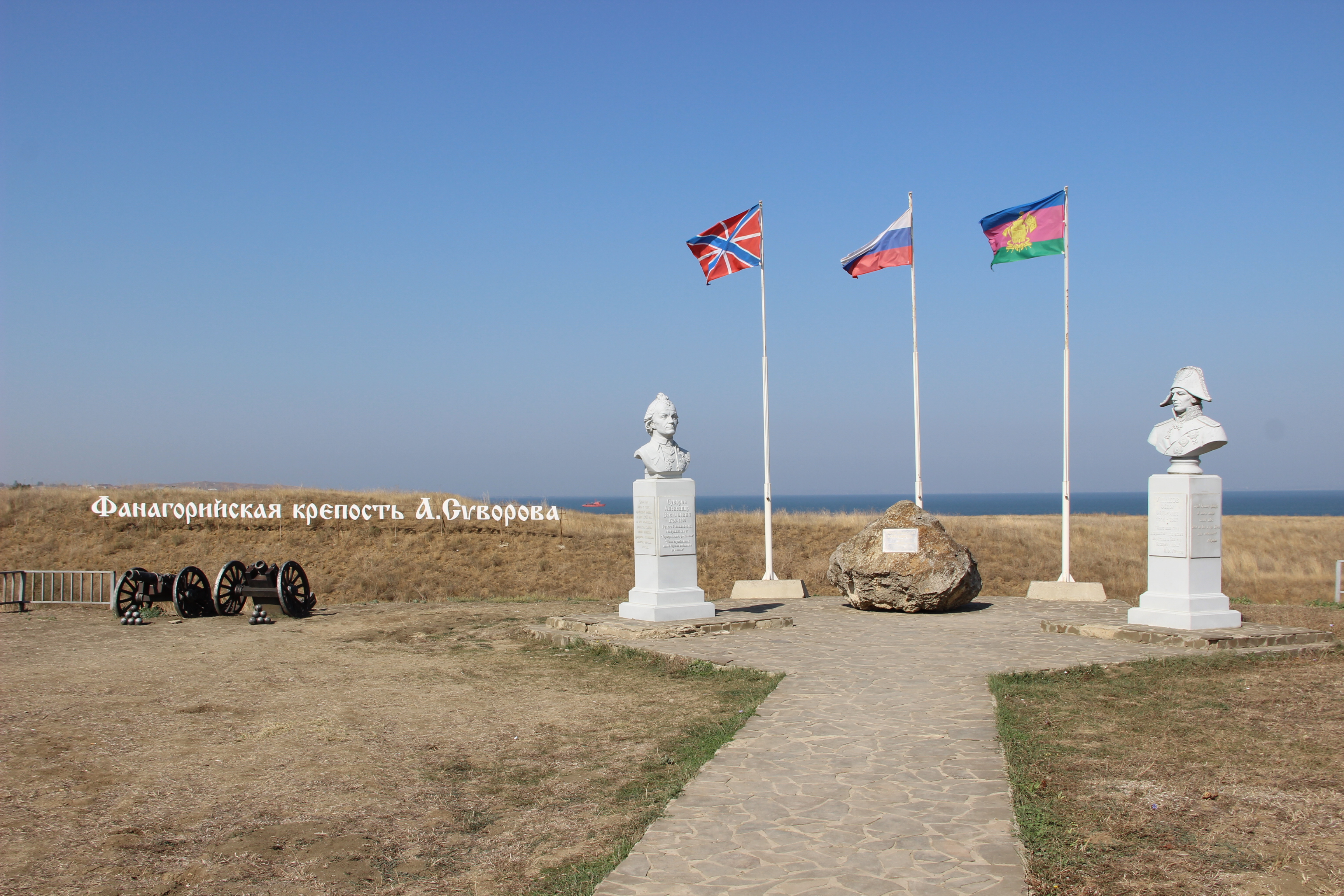
Forteresse phanagorienne avec les bustes d'Alexandre Souvorov et Fiodor Fiodorovitch Ouchakov.

## Histoire
Les anciens Grecs y étaient établis au moins en 592 av. J.-C. dans un site appelé Hermonassa. L'anniversaire des 2 600 ans de la localité a été fêté le 4 septembre 2008 et une chapelle a été consacrée à cette occasion. La ville d'Hermonassa exista jusqu'au IVe siècle apr. J.-C. Trois siècles plus tard, les Byzantins fondèrent le port de Tamatarkha qui fit partie du khanat des Khazars du VIIIe siècle au milieu du Xe siècle. Il semble qu'une communauté significative de Juifs y était établie, puisque les sources arabes la nommaient Samkouch-la-Juive (Samkouch-al-Iakhoud). La bourgade fut ensuite prise par la principauté proto-slave de Tmoutarakan qui contrôlaient ainsi le Bosphore Cimmérien et le khanat fut vaincu par le prince Sviatoslav de Kiev en 965. La ville était alors un port slave animé qui commerce avec Constantinople et les villes du Pont-Euxin. Des communautés de Grecs, d'Adygues, de Russes, d'Arméniens, d'Alains, de Juifs s'y côtoyaient. La ville était entourée d'une muraille de briques et le prince Mstislav Vladimirovitch y fit construire une église dédiée à la Vierge. La ville tomba sous la domination  des Coumans au XIIIe siècle, puis des Génois au XIVe et XVe siècles (Matriga), puis des Turcs. Les Ottomans l'appelaient alors Taman.
L'historien suédois Johann Erik Tunmann (1746-1778), qui s'y rendit au XVIIIe siècle, décrit une population mêlée en majorité de Yasses (Adygues), suivis d'Arméniens, de Juifs, de Grecs, de Turcs, etc..

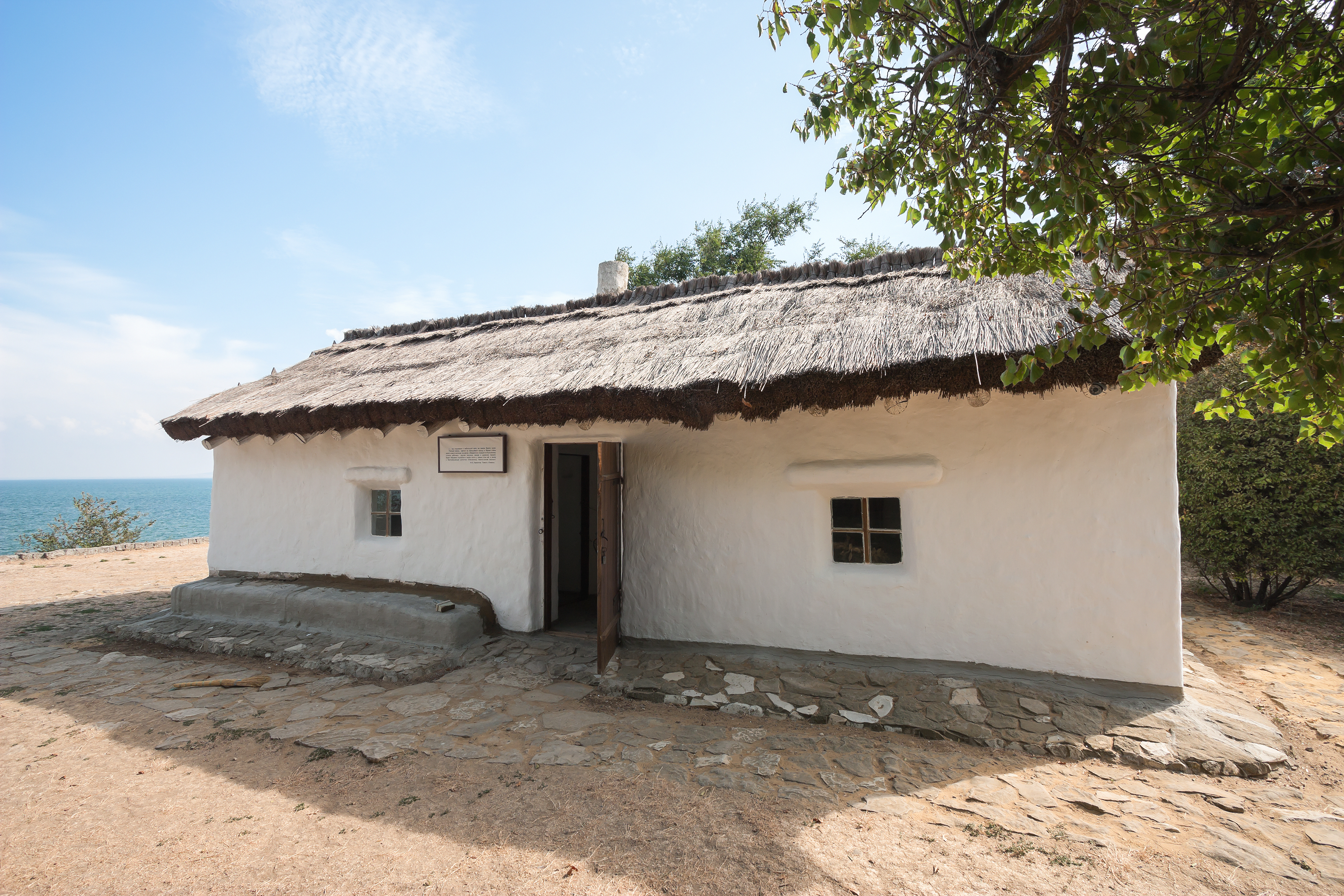
L'ancienne maison de Lermontov, aujourd'hui musée.

Lorsque la Crimée devient russe, des cosaques Zaporogues fondèrent une nouvelle stanitsa en 1792 et une garnison des Cosaques de la mer Noire avec une flottille. Taman dépendait alors d'Akhtanizovskaïa. En 1793, ils construisirent une église dédiée à la Protection de la Mère-de-Dieu, la plus ancienne de la région. Il y avait au début du XIXe siècle 4 291 habitants, deux églises, deux écoles et une trentaine de commerces, tandis que nombre d'habitants vivaient de la pêche. On installa un poste télégraphique. Le bourg fut officiellement enregistré comme stanitsa indépendante en 1849.

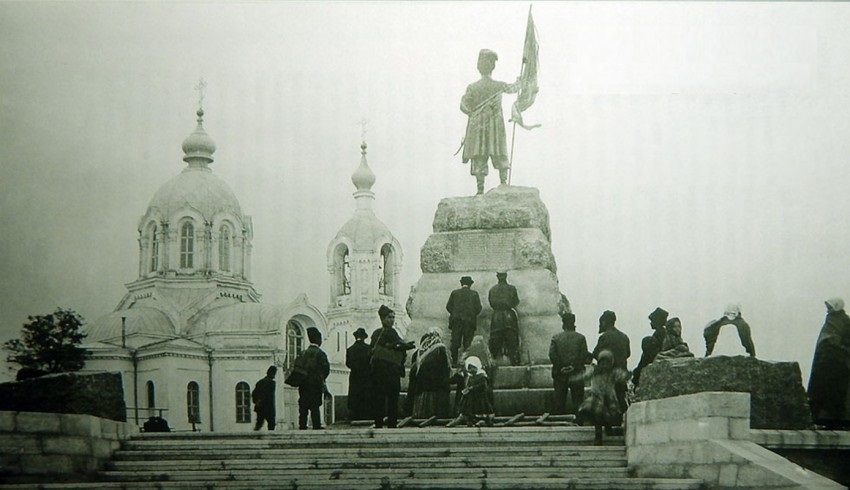
L'église de l’Ascension et le monument aux cosaques en 1911.

La ville subit de violents combats en 1943, pour se libérer de l'occupation allemande. Un musée est ouvert dans la petite maison où Mikhaïl Lermontov séjourna pendant sa relégation, ainsi qu'un musée voué aux cosaques du Kouban. Taman possède son musée archéologique depuis 1975.

## Population
La population de Taman s'élevait à 10 027 habitants en 2010. Elle est alors composée de citoyens russes, dont les nationalités sont les suivantes : nationalité cosaque du Kouban (76,9 %), tatare (10,6 %), tatare de Crimée (4,6 %), ukrainienne (2,9 %), etc.

## Transport
La ville possède une gare passager, une gare du port et le port de Taman.